# Nulka

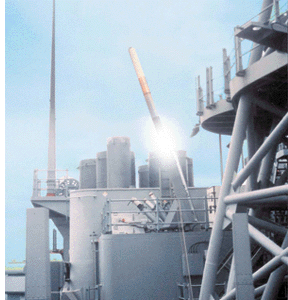
Leurre Nulka lancé depuis un navire de guerre.

Le Nulka est un leurre conçu et développé en Australie. Fruit d’une coopération américano-australienne initiée dans les années 1990,, ce leurre est éjecté au moyen d’un long tube et dispose d’un booster qui le maintien en l’air durant une courte période.
Utilisé à bord des navires de guerre de la marine américaine, de la marine royale australienne, de la garde côtière américaine et de la marine royale canadienne, Nulka est un leurre actif propulsé par roquette, conçu pour éloigner les missiles antinavires de leurs cibles. Il a une conception unique dans la mesure où il plane dans les airs tout en attirant le missile anti-navire entrant. Le concept de roquette stationnaire est lancé en Australie par la Defense Science and Technology Organisation (DSTO), et le système est conçu, développé puis fabriqué par AWA Defence Industries (AWADI) (maintenant BAE Systems Australia). BAE fait référence à Nulka comme à un « système de défense soft-kill ». Le mot « Nulka » est d'origine aborigène australienne et signifie « soyez rapide ».
Le Nulka est constitué du missile lui-même enfermé dans une cartouche hermétiquement fermée. Cette cartouche est ensuite contenue dans un module lanceur dédié, adjacent et utilisé en tandem avec le lanceur Mark 36 (le cas échéant).
En juillet 2017, Nulka avait été installé sur plus de 150 navires de guerre australiens, canadiens et américains et plus de 1 400 leurres ont été produits. Il est prévu à bord des porte-avions de la classe Nimitz de l'US Navy ainsi que sur les futurs destroyers australiens. Cela fait du système l'exportation de défense rencontrant le plus de réussite en Australie.
En 2012, Lockheed Martin annonce avoir testé avec succès son nouveau ExLS (Extensible Launching System) pour le Nulka. Les tests sont effectués au Woomera Test Range, en Australie.
Le 9 octobre 2016, le destroyer lance-missiles USS Mason déploie son leurre Nulka alors qu'il est la cible, aux côtés des USS Ponce et USS Nitze, de deux missiles tirés par les rebelles Houthis au large des côtes yéménites vers 19 heures, heure locale.